# Clube Desportivo 7 de Setembro
Le Clube Desportivo 7 de Setembro est un club brésilien de football basé à Dourados dans l'État du Mato Grosso do Sul.

## Palmarès
- Championnat du Mato Grosso do Sul de Serie B :
  - Vainqueur : 2005